# Jens Laursøn Emborg
Jens Laursøn Emborg, född 22 december 1876, död 1957, var en dansk kompositör.
Emborg utbildade sig till organist och tonsättare under Otto Malling. 1906 blev han organist i Vordingborg på Sydsjälland. Emborg har komponerat vokalverk, symfonier och kammarverk, de sistnämnda i hög grad påverkade av den Bach-Händelska konsertstilen.